# Landtagswahl in Lippe 1896
Die Landtagswahlen in Lippe fanden im November 1896 statt. Gewählt wurden die 21 Mitglieder des Lippischen Landtags.

## Allgemeines
Die Wahlen fanden für die zweite Klasse am 13. November und für die dritte Klasse am 12. November statt. Die Abgeordneten der ersten Klasse wurden am 14. November gewählt. Die Stichwahlen der dritten Klasse fanden am 26. November, die Stichwahlen der ersten und der zweiten Klasse fanden am 27. November statt. Im Laufe der Wahlperiode bis 1900 fanden folgende Neuwahlen statt:
- 4. Dezember 1896: Erste Klasse (A), Wahlort Schötmar
- 11. März 1898: Erste Klasse (A), Wahlort Schötmar
- 1899: Erste Klasse (A), Wahlort Schötmar
- 31. März 1900: Vierter Wahlkreis, Dritte Klasse

Gewählt wurden 21 Abgeordnete in drei Klassen zu je sieben Abgeordneten. Die erste Klasse bildeten die höchstbesteuerten Bürger. In der ersten Klasse war in der Untergruppe A wahlberechtigt, wer mindestens 90 Mark Grundsteuer zahlte. Diese Untergruppe wählte fünf Abgeordnete in zwei Wahlkreisen. Die Untergruppe B umfasste diejenigen, die mindestens 180 Mark Einkommensteuer zahlten und wählte zwei Abgeordnete in zwei Wahlkreisen. Die zweite Klasse bildeten die Steuerzahler mit Grund- und Einkommensteuer von mindestens 36 Mark, die dritte Klasse alle anderen Wahlberechtigten. Die 2. und 3. Klasse wählte in je sieben Ein-Personen-Wahlkreisen.

## Wahlergebnis
| Klasse    | Wahlkreis                | Wahlberechtigte | Wähler | %      | Abgeordneter                                                          | Partei                    | Stimmen | %      | Foto |
| --------- | ------------------------ | --------------- | ------ | ------ | --------------------------------------------------------------------- | ------------------------- | ------- | ------ | ---- |
| 1. Klasse | 1A                       |                 |        |        | Johann Heinrich von Lengerke, Gutsbesitzer auf Steinbeck (bei Wüsten) |                           |         |        |      |
| 1. Klasse | 1A                       |                 |        |        | Rittergutsbesitzer Tenge (Niederbarthausen)                           |                           |         |        |      |
| 1. Klasse | 1A                       |                 |        |        | Domänenpächter Wilhelm Krieger (Blomberg)                             |                           |         |        |      |
| 1. Klasse | 1A                       |                 |        |        | Gutsbesitzer Meyer (Ohrsen)                                           |                           |         |        |      |
| 1. Klasse | 1A                       |                 |        |        | Landesökonomierat August Riekehof-Böhmer (Vogelhorst)                 |                           |         |        |      |
| 1. Klasse | 1B                       |                 |        |        | Staatsanwalt Hunnäus (Detmold)                                        |                           |         |        |      |
| 1. Klasse | 1B                       |                 |        |        | Rentner Husemann (Detmold)                                            |                           |         |        |      |
| 2. Klasse | I. Wahlkreis             | 531             | 405    | 76,3 % | Fabrikant Hunke (Detmold)                                             | NLP                       | 165     | 40,7 % |      |
| 2. Klasse | I. Wahlkreis Stichwahl   | ./.             | 262    | 79,1 % | Rentner Ehlerding (Detmold)                                           | Freisinn                  | 227     | 54,7 % |      |
| 2. Klasse | II. Wahlkreis            | 393             | 286    | 72,8 % | Lederfabrikant Carl Potthoff (Lemgo)                                  | NLP                       | 134     | 46,8 % |      |
| 2. Klasse | II. Wahlkreis Stichwahl  | ./.             | 302    | 76,8 % | Lederfabrikant Carl Potthoff (Lemgo)                                  | NLP                       | 162     | 53,6 % |      |
| 2. Klasse | III. Wahlkreis           | 258             | 196    | 76,0 % | Gutsbesitzer Sültemeier (Heiden)                                      | Freisinn                  | 102     | 62,0 % |      |
| 2. Klasse | IV. Wahlkreis            | 306             | 190    | 62,1 % | Gutsbesitzer Oberbracht (Siebenhöfen)                                 | NLP                       | 135     | 71,0 % |      |
| 2. Klasse | V. Wahlkreis             | 405             | 228    | 56,3 % | Gutsbesitzer Wilhelm Schemmel (Wüsten)                                | Kons.                     | 170     | 74,6 % |      |
| 2. Klasse | VI. Wahlkreis            | 262             | 153    | 58,4 % | Gutsbesitzer Tielker (Wöhren)                                         | NLP/All-Parteien-Kandidat | 143     | 93,5 % |      |
| 2. Klasse | VII. Wahlkreis           | 290             | 230    | 79,3 % | Fabrikant Eduard Wolff (Zigarrenfabrik, Schötmar)                     | FVp                       | 123     | 53,5 % |      |
| 3. Klasse | I. Wahlkreis             | 2050            | 624    | 30,4 % | Schmiedemeister Wißmann (Detmold)                                     | Freisinn                  | 368     | 59,0 % |      |
| 3. Klasse | II. Wahlkreis            | 2483            | 953    | 38,4 % | Stadtverordneter Brill (Lemgo)                                        | Freisinn                  | 346     | 36,3 % |      |
| 3. Klasse | II. Wahlkreis Stichwahl  | ./.             | 1069   | 43,0 % | Stadtverordneter Brill (Lemgo)                                        | Freisinn                  | 550     | 51,4 % |      |
| 3. Klasse | III. Wahlkreis           | 4121            | 945    | 22,9 % | Ziegeleibesitzer Moritz (Lage)                                        | Freisinn                  | 598     | 63,3 % |      |
| 3. Klasse | IV. Wahlkreis            | 3523            | 840    | 23,8 % | Rechtsanwalt Oskar Asemissen (Detmold, † 30. Januar 1900)             | Freisinn                  | 585     | 69,6 % |      |
| 3. Klasse | V. Wahlkreis             | 4131            | 777    | 18,8 % | Landwirt Bödeker (Alverdissen)                                        | Freisinn                  | 432     | 55,6 % |      |
| 3. Klasse | VI. Wahlkreis            | 3122            | 755    | 24,2 % | Landwirt Wilhelm Meier-Jobst (Leese)                                  | Freisinn                  | 489     | 64,8 % |      |
| 3. Klasse | VII. Wahlkreis           | 3963            | 1361   | 34,3 % | Maurermeister Richter (Oerlinghausen)                                 | Freisinn                  | 457     | 33,6 % |      |
| 3. Klasse | VII. Wahlkreis Stichwahl | ./.             | 1720   | 43,4 % | Maurermeister Richter (Oerlinghausen)                                 | Freisinn                  | 979     | 56,9 % |      |

Im Laufe der Wahlperiode musste Abgeordnetenmandate durch Neuwahlen erneut besetzt werden.
| Datum der Wahl   | Klasse    | Wahlkreis     | Wahlberechtigte | Wähler | %      | Abgeordneter                                                         | Partei    | Stimmen | %      | Foto |
| ---------------- | --------- | ------------- | --------------- | ------ | ------ | -------------------------------------------------------------------- | --------- | ------- | ------ | ---- |
| 4. Dezember 1896 | 1. Klasse | IA            |                 |        |        | Fabrikant Leberecht Hoffmann (Hoffmann’s Stärkefabriken, Salzuflen)  | NLP       |         |        |      |
| 31. März 1900    | 3. Klasse | IV. Wahlkreis | 230             | 171    | 74,3 % | Pastor Alexander Zeiß (Schwalenberg, Nachfolger für Oskar Asemissen) | Parteilos | 964     | 67,6 % |      |